# Stanisław Prokopowicz
Stanisław Prokopowicz (ur. 1857 we Lwowie, zm. w styczniu 1910 we Lwowie) – polski urzędnik.

## Życiorys
Urodził się w 1857 we Lwowie. Studiował we Lwowie i w Wiedniu. Wstąpił do c. k. służby państwowej. Od 1879 był praktykantem konceptowym w galicyjskiej dyrekcji finansów. Przez lata pracował w c. k. skarbowości. Otrzymał tytuł radcy dworu. Został także docentem ustawodawstwa skarbowego na Politechnice Lwowskiej. Był członkiem komisji egzaminacyjnej nauk politycznych na Uniwersytecie Lwowskim. W 1907 został wiceprezydentem krajowej Dyrekcji Skarbu i szefem Galicyjskiej Dyrekcji Skarbu we Lwowie (stanowisko opróżnione od 1906 po odejściu Witolda Korytowskiego).